# HD 12661 b
HD 12661 b es un planeta extrasolar que orbita alrededor de la estrella HD 12661, en la constelación de Aries. Este gigante gaseoso tiene una masa equivalente a 2,5 masas jovianas. Tiene una órbita excéntrica dentro de la zona habitable de la estrella, lo que significa que si cualquiera de sus satélites posee atmósfera, podría albergar vida.